# Discussions avec mes parents

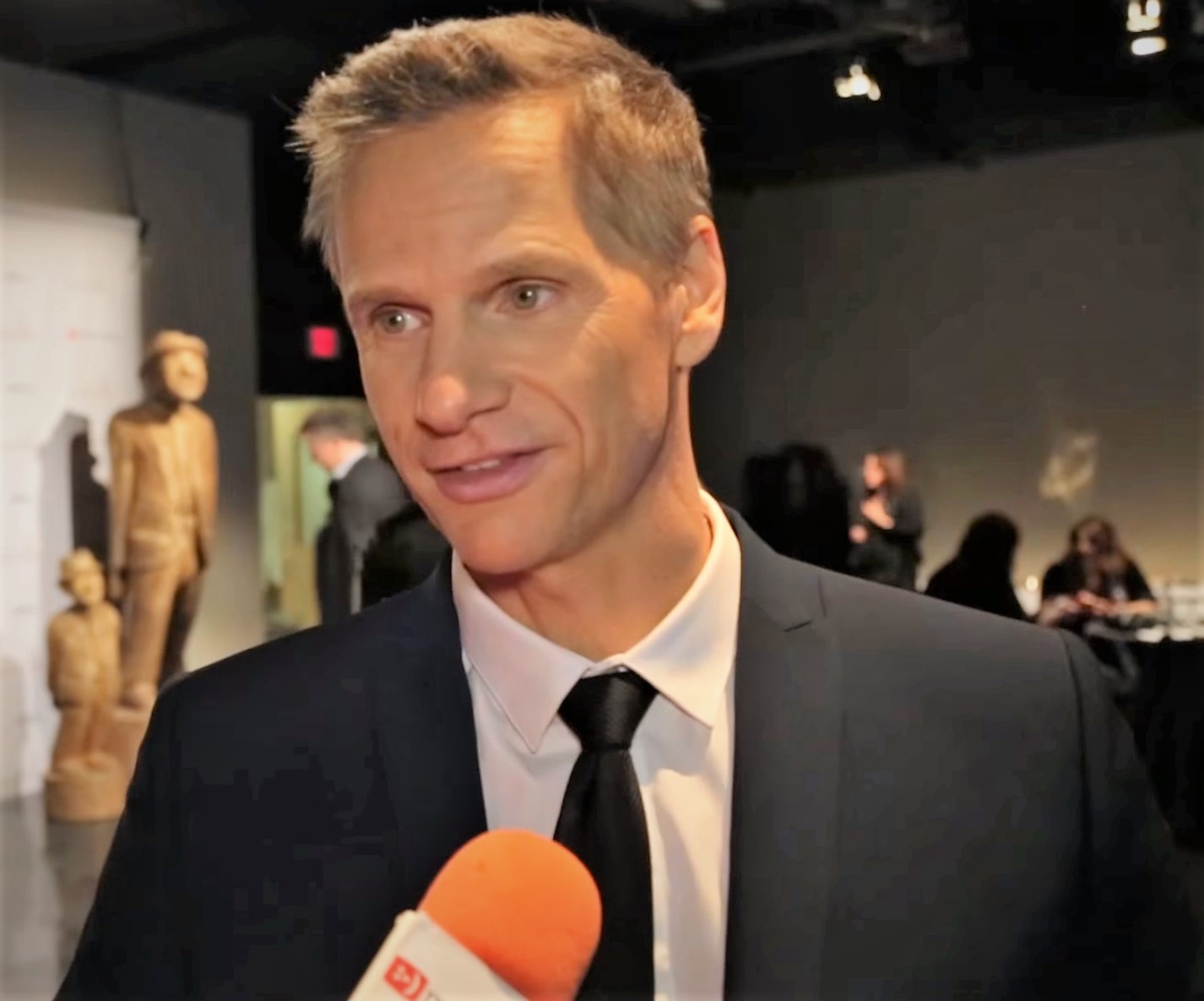

Discussions avec mes parents est une série télévisée humoristique québécoise créée par François Morency et diffusée du 10 septembre 2018 au 25 novembre 2024 sur ICI Radio-Canada Télé,. Il s'agit d'une version fictionnelle de la vie de François Morency basée sur son livre du même nom.
La série reçut un accueil positif des critiques et eut des cotes d'écoute dépassant le million d'auditeurs.

## Distribution

### Acteurs principaux
- François Morency : lui-même et Jean-Pierre Morency jeune
- Vincent Bilodeau : Jean-Pierre Morency, le père de François
- Marie-Ginette Guay : Rollande Mathieu, la mère de François
- Blaise Tardif : Raynald Morency, le frère de François
- Caroline Bouchard : Judith Morency, la sœur de François

### Acteurs secondaires
- Karl Graboshas : Earl, le petit-ami de Judith
- Leïla Thibeault-Louchem : Stéphanie, la petite-amie de François
- Charles-Émile Lafleur : Nicolas Morency, le fils de Raynald et le filleul de François
- Jacques Girard (saison 1) / Denis Bouchard (saison 3) : Roch « Chésseuze » Garneau
- Emeric Bissonnette : Jeune François
- Marie-Ève Beaulieu : Jeune Rollande

## Fiche technique
Sauf indication contraire, les informations mentionnées dans cette section peuvent être confirmées par la base de données cinématographiques IMDb,  présente dans la section « Liens externes ».
- Titre : Discussions avec mes parents
- Création : François Morency
- Réalisation : Pascal L'Heureux
- Scénario : Caroline Allard, François Morency, Pierre Prince, Benoit Pelletier
- Direction Artistique : Christian Legaré
- Costumes : Christine Desroches
- Photographie : Donat Chabot
- Son : Luc Raymond
- Montage : Dominique Champagne, Christine Denault, Isabelle Lévesque
- Casting : Nathalie Boutrie
- Production : Guillaume Lespérance
- Pays d'origine : Canada
- Langue originale : français
- Format : couleur
- Genre : comédie
- Nombre de saisons : 6
- Nombre d'épisodes : 78
- Durée : 22 minutes
- Dates de première diffusion :
  - Canada : 10 septembre 2018[3]

## Production
La série s'inspire en partie du livre Discussions avec mes parents de François Morency, où il y raconte des anecdotes vécues avec sa famille. Il affirme que sa série n'est pas sur lui mais « sur la famille en général ».

### Tournage

#### Saison 3
Le tournage de la troisième saison fut marqué par la pandémie et le producteur eut besoin de convaincre la santé publique de tourner, ce qui fut accepté au bout de quatre mois. Le scénario et les conditions de tournage ont dus être adaptés; Par exemple, le scénario d'un épisode sur un party avec beaucoup de personnes dut être retiré et la scène du baiser entre François et Stéphanie fut faite à travers un plexiglas.
Dans cette saison, Denis Bouchard a remplacé Jacques Girard dans le rôle de Rock « Chésseuze » Garneau, car Girard était diabétique et s'inquiétait pour sa santé en période de pandémie.

#### Saison 5
François Morency écrivit sur les réseaux sociaux que le tournage de la saison 5 fut « épique » en raison des complications et des imprévus liés à la météo et aux acteurs; il raconte entre autres que deux acteurs furent atteints de la Covid-19 et que l'horaire de tournage avait dû être réécrit dix fois,.

## Accueil

### Audience
| Saison | Nombre de téléspectateurs par semaine | Source |
| ------ | ------------------------------------- | ------ |
| 1      | 817 000                               | [ 9 ]  |
| 2      | 1 111 000                             | [ 10 ] |
| 3      | 1 193 000                             | ,      |
| 4      | 1 400 000                             | [ 13 ] |
| 5      | 1 251 000                             | [ 14 ] |

### Réception critique

#### Saison 1
Les trois premiers épisodes de la série furent diffusés aux médias avant sa première diffusion.

Stéphanie Nolin, de Showbizz.net, fit une critique positive des trois premiers épisodes de la série. Elle apprécia le ton humoristique et touchant de la série, ses personnages ainsi que l'inclusion de comédiens peu connus mais « tous bien choisis et efficaces »:
« Sans rien révolutionner, Discussions avec mes parents s'avère sympathique à souhait. On a le goût de côtoyer cette famille qui n'a pas la langue dans sa poche et dont les journées regorgent de petits instants cocasses. Certains sketchs sont plus intéressants que d'autres, mais un fil d'Ariane les traverse tous : l'amour. On croirait voir les membres d'une vraie famille. C'est beau à voir et ça agit même comme un baume. »
Amélie Gaudreau, du Devoir, compara positivement la série à Les Parent en raison de son ton « comédie familiale » et mit de l'avant les interprètes des parents de François, qui valaient à eux seuls le détour de visionner la série. Elle trouvait que les dialogues avait leur chute cependant souvent prévisible, mais qu'ils étaient « tout de même efficaces ».
Mathieu Valiquette, de Radio-Canada, apprécia également les parents de la série : « Vincent Bilodeau et Marie-Ginette Guay forment un couple de 75 ans très crédible. La qualité de leur performance ajoute beaucoup à l’efficacité comique. » Il compara le ton de la série à celui de Seinfeld.

Sophie Durocher, du Journal de Montréal, fit elle-aussi une critique positive de la série : 
« […] C’est chouette de voir une émission qui se passe à Québec, chez du vrai monde, avec une maison ordinaire, dans une cuisine pas du tout rénovée. Morency a réussi à me faire rire aux éclats et pleurer aux larmes dans le même épisode. Faut le faire ! »

#### Saison 2
Julie Rose Vezina, du Métro, fut « séduite » par les trois premiers épisodes de la seconde saison diffusés en avant-première, bien qu'elle n'avait pas aimé la première saison : 
« La seconde saison, avec des scènes tournées de façon plus serrée, se déroule sur le rythme plus rapide et soutenu «d’une joke un punch». Tellement en fait que les éclats de rire des gens dans la salle nous faisaient parfois manquer la blague suivante. Les comédiens sont excellents, leurs personnages sont crédibles, et l’on embarque rapidement dans la dynamique du lien familial qui les unit même si on n’a pas écouté la première saison, ce qui ne manquera sûrement pas d’attirer de nouveaux téléspectateurs cette année. »

## Distinctions

### Récompenses

#### 2023
- Prix Gémeaux : Prix du public Fonds Cogeco[20]

### Nominations

#### 2019
- Gala Les Olivier : Texte de l'année — Série télé ou Web humoristique (François Morency, Pierre Prince)[21]

#### 2020
- Prix Gémeaux : Meilleure comédie pour la saison 2[22]
- Prix Gémeaux : Meilleure réalisation — comédie (Pascal L'Heureux, épisode 26)[22]
- Prix Gémeaux : Meilleur texte — comédie (Maxime Caron, François Morency, Benoît Pelletier, Pierre Prince, épisode 26)[22]

#### 2021
- Prix Artis : Rôle masculin - comédie (François Morency)[23],[24]
- Prix Gémeaux : Meilleure comédie pour la saison 3[25]
- Prix Gémeaux : Meilleur texte — comédie (Caroline Allard, François Morency, Benoît Pelletier, Pierre Prince, épisode 37)[25]
- Prix Gémeaux : Meilleur rôle de soutien masculin — comédie (Vincent Bilodeau, épisode 36)[25]
- Prix Gémeaux : Meilleur rôle de soutien féminin — comédie (Marie-Ginette Guay, épisode 30)[25]
- Gala Les Olivier : Série de fiction humoristique de l'année[21]
- Les Zapettes d'or : Personnage le mieux interprété (Rollande Mathieu, par Marie-Ginette Guay)[26],[27]

#### 2022
- Gala Les Olivier : Série de fiction humoristique de l'année[21]
- Gala Les Olivier : Texte de l'année — Série télé ou Web humoristique (Saison 3: François Morency, Pierre Prince, Benoit Pelletier, Caroline Allard)[21]

## Adaptations et diffusion à l'étranger
En juin 2021, il fut annoncé que NBCUniversal a acheté les droits pour produire un remake américain de la série.
Une adaptation allemande a été annoncée en 2021.
Depuis mai 2022, les deux premières saisons sont accessibles sur TV5 Monde Plus dans 117 territoires d’Afrique, d’Asie, du Maghreb, du Moyen-Orient et d’Amérique latine,.